# カサブランカ・ダンディ
「カサブランカ・ダンディ」は、沢田研二の26枚目のシングル。1979年2月1日にポリドール・レコードより発売された。

## 解説
- 楽曲のタイトル「カサブランカ」とは、映画『カサブランカ』のことで、歌詞の「ボギー」とは『カサブランカ』の主演を務めた俳優ハンフリー・ボガートの愛称。
- テレビ番組などで歌う際、洋酒を口に含んで霧を吹くパフォーマンスが話題となった。
- 『ザ・ベストテン』のランキングでは「ダーリング」以来の1位を記録した。

## チャート成績
- 売り上げ記録は39万枚。

## 収録曲
- 全曲、作詞：阿久悠／作曲・編曲：大野克夫

1. カサブランカ・ダンディ - Casablanca Dandy（4分25秒）
2. バタフライ革命 - Butterfly Revolution（4分20秒）

## 参加ミュージシャン
- 井上堯之バンド
  - 井上堯之
  - 速水清司
  - 佐々木隆典
  - 鈴木二郎
  - 大野克夫
  - 羽岡利幸

## カバー
- 工藤静香 - アルバム『昭和の階段 Vol.1』（2002年）に収録
- 田村直美 - シングル「カサブランカ・ダンディ」（1997年）に収録
- JAZZBILLY - ミニアルバム『CASABLANCA DANDY』（2004年）に収録
- 米倉利紀 - カバーアルバム『うたびと』（2015年）に収録[2]